# Cussey-sur-l'Ognon
Cussey-sur-l'Ognon és un municipi francès situat al departament del Doubs i a la regió de Borgonya - Franc Comtat. L'any 2007 tenia 893 habitants.

## Demografia

### Població
El 2007 la població de fet de Cussey-sur-l'Ognon era de 893 persones. Hi havia 313 famílies de les quals 55 eren unipersonals (32 homes vivint sols i 23 dones vivint soles), 63 parelles sense fills, 145 parelles amb fills i 50 famílies monoparentals amb fills.
La població ha evolucionat segons el següent gràfic:
Habitants censats

### Habitatges
El 2007 hi havia 340 habitatges, 322 eren l'habitatge principal de la família, 6 eren segones residències i 12 estaven desocupats. 294 eren cases i 45 eren apartaments. Dels 322 habitatges principals, 240 estaven ocupats pels seus propietaris, 77 estaven llogats i ocupats pels llogaters i 6 estaven cedits a títol gratuït; 3 tenien una cambra, 5 en tenien dues, 35 en tenien tres, 75 en tenien quatre i 205 en tenien cinc o més. 262 habitatges disposaven pel capbaix d'una plaça de pàrquing. A 129 habitatges hi havia un automòbil i a 184 n'hi havia dos o més.

### Piràmide de població
La piràmide de població per edats i sexe el 2009 era:
| Homes | Edats   | Dones |
| ----- | ------- | ----- |
| 0     | 95 o +  | 0     |
| 0     | 90 a 94 | 0     |
| 4     | 85 a 89 | 0     |
| 0     | 80 a 84 | 8     |
| 4     | 75 a 79 | 4     |
| 4     | 70 a 74 | 8     |
| 12    | 65 a 69 | 12    |
| 20    | 60 a 64 | 16    |
| 16    | 55 a 59 | 16    |
| 16    | 50 a 54 | 16    |
| 28    | 45 a 49 | 32    |
| 36    | 40 a 44 | 32    |
| 20    | 35 a 39 | 28    |
| 40    | 30 a 34 | 20    |
| 8     | 25 a 29 | 16    |
| 8     | 20 a 24 | 8     |
| 28    | 15 a 19 | 28    |
| 52    | 10 a 14 | 12    |
| 28    | 5 a 9   | 16    |
| 4     | 0 a 4   | 24    |

## Economia
El 2007 la població en edat de treballar era de 584 persones, 461 eren actives i 123 eren inactives. De les 461 persones actives 427 estaven ocupades (227 homes i 200 dones) i 34 estaven aturades (11 homes i 23 dones). De les 123 persones inactives 42 estaven jubilades, 50 estaven estudiant i 31 estaven classificades com a «altres inactius».

### Ingressos
El 2009 a Cussey-sur-l'Ognon hi havia 334 unitats fiscals que integraven 932 persones, la mediana anual d'ingressos fiscals per persona era de 20.629 €.

### Activitats econòmiques
Dels 29 establiments que hi havia el 2007, 1 era d'una empresa alimentària, 1 d'una empresa de fabricació de material elèctric, 3 d'empreses de construcció, 5 d'empreses de comerç i reparació d'automòbils, 1 d'una empresa de transport, 2 d'empreses d'hostatgeria i restauració, 3 d'empreses financeres, 5 d'empreses immobiliàries, 5 d'empreses de serveis, 2 d'entitats de l'administració pública i 1 d'una empresa classificada com a «altres activitats de serveis».
Dels 6 establiments de servei als particulars que hi havia el 2009, 1 era una oficina de correu, 1 paleta, 1 fusteria, 1 perruqueria i 2 agències immobiliàries.
L'únic establiment comercial que hi havia el 2009 era una fleca.
L'any 2000 a Cussey-sur-l'Ognon hi havia 6 explotacions agrícoles que ocupaven un total de 477 hectàrees.

## Equipaments sanitaris i escolars
L'únic equipament sanitari que hi havia el 2009 era una farmàcia.
El 2009 hi havia una escola elemental.

## Poblacions més properes
El següent diagrama mostra les poblacions més properes.